# Салонікський метрополітен
Сало́нікський метрополітен або Солу́нське метро (грец. Μετρό Θεσσαλονίκης, болг. і мак. Солунско метро) — метрополітен міста Салоніки. 
Має одну лінію з 13 станціями; друга лінія та ще 5 станцій, що будуються, мають бути введені в експлуатацію наприкінці 2025 року. 
Це повністю автоматизована система без водіїв, перша система такого роду в Греції, і експлуатується франко-італійською компанією.
Сполучає залізничний вокзал Салоніки із передмістям Неа-Ельветія. 
Вартість мегапроекту оцінюється в 3 мільярди євро, включно з 600 мільйонів євро у вигляді майбутніх виплат відсотків. 
Проект в основному фінансується за рахунок кредитів Європейського інвестиційного банку (ЄІБ) та Європейського фонду регіонального розвитку (ЄФРР), а також коштів уряду Греції. 
Будівництвом греко-італійського консорціуму керувало Elliniko Metro, грецька державна компанія, яка контролювала будівництво афінського метро та афінського трамвая.
Запропонована в 1910-х роках і вперше серйозно запланована в 1980-х роках, будівництво розпочато у 2006 році, а розширення Каламарії у 2013 році. 
Мережа, що будується, складається з 18 станцій і 14,4 км (8,9 миль) тунелів. 
Після багатьох років затримок через археологічні відкриття та фінансову кризу в Греції першу лінію відкрито 30 листопада 2024 року.

## Історія
Ідея розпочати будівництво метрополітену в Салоніках належить тодішньому номарху Салонік Константіносу Піларіносу. Ще 1976 року він вніс до бюджету статтю відносно метро Салоник. Будівництво велося з 1986 по 1989 роки в період перебування на посту мера Салонік Сотіріса Кувеласа. На час будівництва рух міського та автотранспорту було обмежено центральною вулицею Егнатія, оскільки будівництво тунелю велося відкритим способом із монтажем металевих конструкцій і балок. Будівництво призвело до структурних змін у ґрунтах і скупчення води в основі Університету Аристотеля, хоча головною перешкодою для продовження будівництва були численні археологічні знахідки, історична оцінка яких потребує тривалого часу та фінансів і навіть на сучасному етапі значно гальмує просування робіт. Зрештою на більше ніж 15 років будівництво було зупинене та водночас вирішено, що деякі станції, як і в Афінах, являтимуть собою підземні археологічні музеї.
Новий етап будівництва розпочався 2006 року. Проект включає будівництво тунелю загальною протяжністю 9,6 км із 13 станціями. Бюджет проекту 1,1 млрд євро, який частково фінансується Європейським інвестиційним банком. Салонікський метрополітен схожий за конструкцією до Копенгагенського та Доклендского легкого метро в Лондоні. Буде прокладено 2 незалежних тунелі для кожного напрямку, якими рухатимуться 18 автоматичних безкеровних (без машиністів) поїздів виробництва компанії AnsaldoBreda. Для додаткової безпеки пасажирів на кожній станції буде встановлено скляна стіна на краю платформи, в яких автоматично відкриватимуться двері.

## Лінія 1

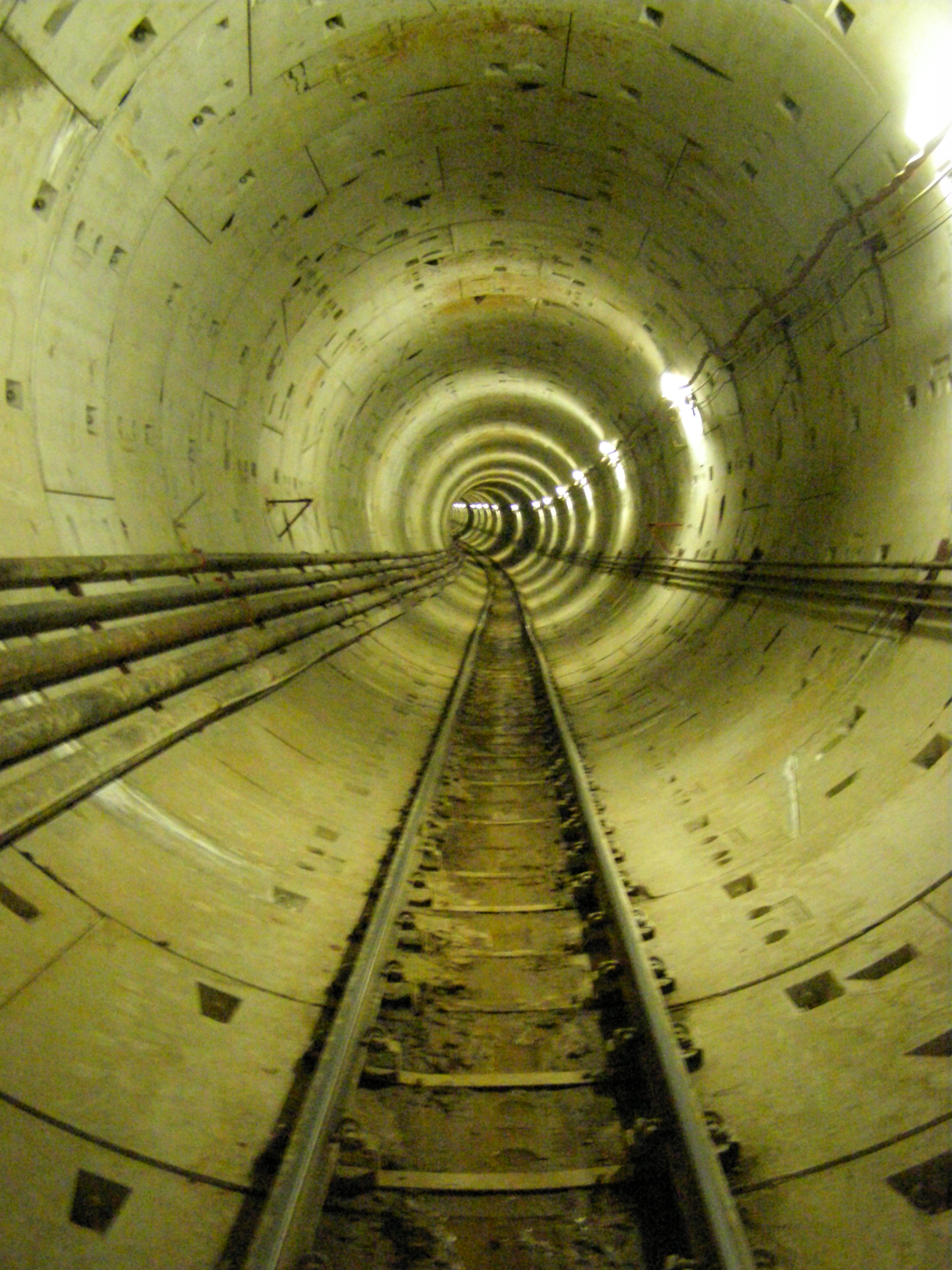
Тунель ліні 1 Салонікського метрополітену, березень 2010 року

На споруджуваній лінії 1 заплановане відкриття 13 станцій, які сполучать залізничний вокзал Салоніки із передмістям Неа-Ельветія:
- Неос Сідіродромікос Статмос (Νέος Σιδηροδρομικός Σταθμός)
- Дімократіас (Δημοκρατίας)
- Венізелу (Βενιζέλου)
- Ая-Софія (Αγία Σοφία)
- Сінтрівані (Σιντριβάνι)
- Панепістиміо (Πανεπιστήμιο)
- Папафі (Παπάφη)
- Евкліді (Ευκλείδη)
- Флемінг (Φλέμιγκ)
- Аналіпсеос (Αναλήψεως)
- Патрікіу (Πατρικίου)
- Вулгарі (Βούλγαρη)
- Неа-Ельветія (Νέα Ελβετία)

## Розширення

### Лінія 2

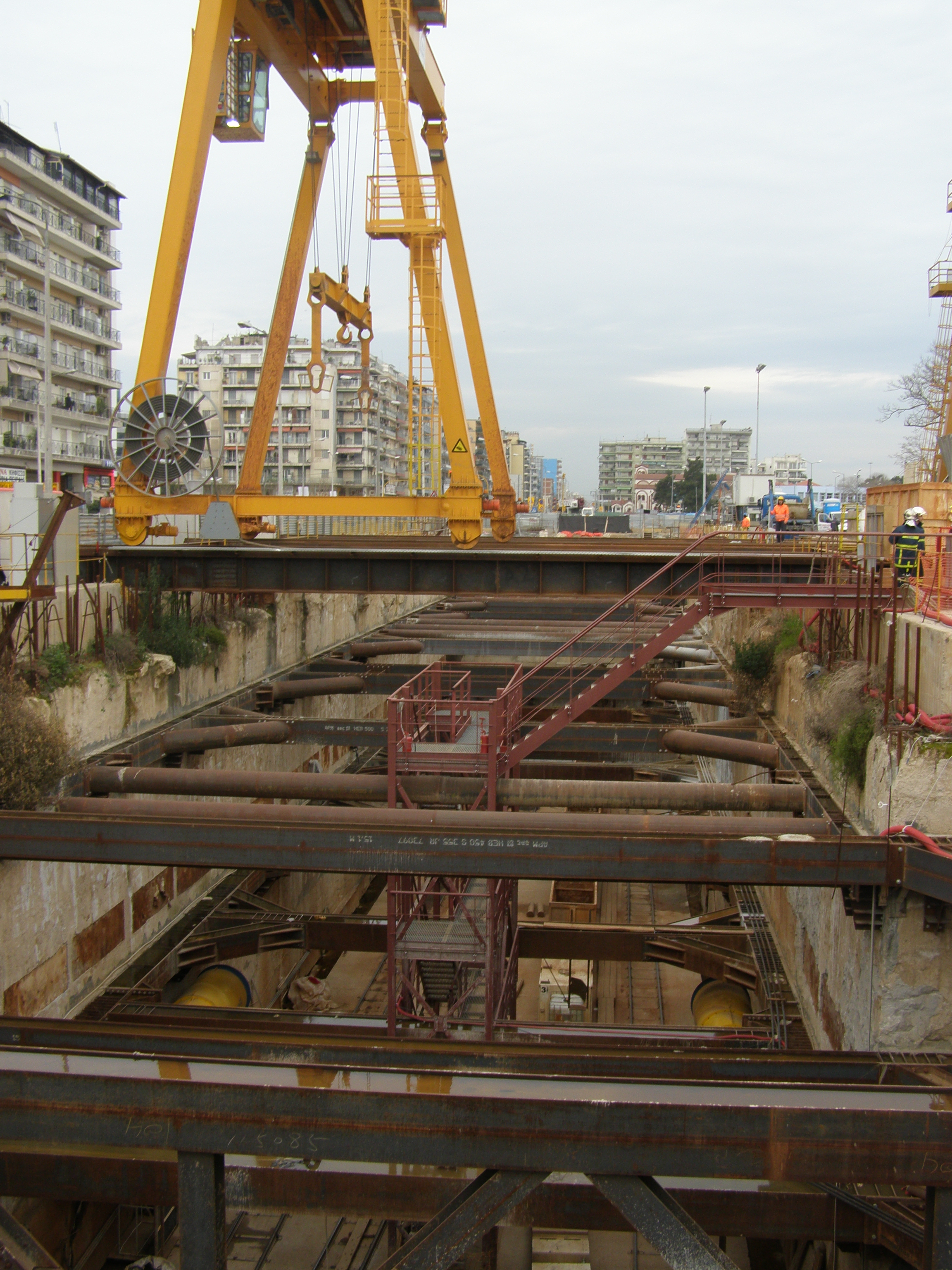
Будівельний майданчик Салонікського метрополітену, березень 2010 року

Після запуску лінії 1 планується розширення метрополітену 2 гілками: на південь — до Каламарії, і на північ — до муніципалітету Ставруполі. Загальна протяжність розширення становитиме 10,8 км з 10 додатковими станціями. Можливе також розширення Салонікського метрополітену на заді до муніципалітету Елефтеріо-Корделіо, для цього необхідне додаткове розширення на 5 км і 5 станції, а також до міжнародного аеропорту «Македонія», що потребує розширення на 4,8 км і 5 станції.
- розширення у напрямі Каламарії, від станції «Патрікіу» лінії 1[6]:
  - Номархія (Νομαρχία)
  - Каламарія (Καλαμαριά)
  - Арецу (Αρετσού)
  - Неа-Кріні (Νέα Κρήνη)
  - Мікра (Μίκρα)
  - Міжнародний аеропорт «Македонія» (лінія 3)

- розширення у напрямі Ставруполі, від станції Дімократіас лінії 1[6]:
  - Неаполі (Νεάπολη)
  - Павлу-Мела (Παύλου Μελά)
  - Ставруполі (Σταυρούπολη)
  - Поліхні (Πολίχνη)
  - Ефкарпія (Ευκαρπία)

### Лінія 3
Існує також перспективний план розширення метрополітену у напрямку міста Евосмос, для чого необхідне спорудження 4 станцій:
- Абелокіпі (Αμπελόκηποι)
- Менемені (Μενεμένη)
- Евосмос (Εύοσμος)
- Схолес (Σχολές)